# 문원근
문원근(한국 한자: 文元根, 1963년 9월 16일 ~ )은 대한민국의 전 축구 선수이며, 포지션은 수비수였다.